# Nicole Khirin
Nicole Khirin (* 16. Januar 2001) ist eine israelische Tennisspielerin.

## Karriere
Khirin spielt bislang vor allem Turniere auf der ITF Women’s World Tennis Tour, wo sie bislang zwei Titel im Einzel und drei im Doppel gewann.
Ihr erstes Match für die israelische Fed-Cup-Mannschaft bestritt sie 2021. Sie bestritt ein Einzel, das sie auch gewann.

## Turniersiege

### Einzel
| Nr. | Datum            | Turnier             | Kategorie | Belag     | Finalgegnerin    | Ergebnis      |
| --- | ---------------- | ------------------- | --------- | --------- | ---------------- | ------------- |
| 1.  | 5. Dezember 2021 | Iraklio             | ITF W15   | Sand      | Radka Zelníčková | 6:2, 6:1      |
| 2.  | 18. Juni 2023    | Nakhon Si Thammarat | ITF W15   | Hartplatz | Anchisa Chanta   | 5:7, 6:4, 6:2 |

### Doppel
| Nr. | Datum             | Turnier | Kategorie | Belag     | Partnerin        | Finalgegnerinnen               | Ergebnis          |
| --- | ----------------- | ------- | --------- | --------- | ---------------- | ------------------------------ | ----------------- |
| 1.  | 31. Juli 2021     | Vejle   | ITF W15   | Sand      | Darja Viďmanová  | Wiktorija Dema Eri Shimizu     | 7:67, 5:7, [10:8] |
| 2.  | 27. November 2021 | Iraklio | ITF W15   | Sand      | Radka Zelníčková | Julia Kimmelmann Lian Tran     | 6:2, 6:4          |
| 3.  | 21. Mai 2022      | Akkon   | ITF W25   | Hartplatz | Shavit Kimchi    | Haruna Arakawa Natsuho Arakawa | 5:7, 7:5, [10:8]  |